# روني كالدويل
روني كالدويل (بالإنجليزية: Ronnie Caldwell)‏ هو موسيقي أمريكي، ولد في 27 ديسمبر 1948، وتوفي في 10 ديسمبر 1967.

## وصلات خارجية
- روني كالدويل على موقع ميوزك برينز (الإنجليزية)
- روني كالدويل على موقع ديسكوغز (الإنجليزية)